# Ninel Wassiljewna Krutowa

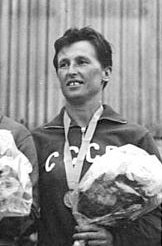
Ninel Krutowa (1963)

Ninel Wassiljewna Krutowa (russisch Нинель Васильевна Крутова; * 3. Januar 1926 in Kiew, Ukrainische SSR, Sowjetunion) ist eine ehemalige sowjetische Wasserspringerin. Sie nahm dreimal an Olympischen Spielen teil und gewann dabei eine Bronzemedaille.
Ninel Krutowa startete für Dynamo Moskau. Sie belegte bei den Olympischen Spielen 1952 in Helsinki den vierten Platz im Kunstspringen, im Turmspringen verpasste sie als 14. des Vorkamps den Finaleinzug. 1956 in Melbourne trat sie nur im Kunstspringen an, als 10. des Vorkamps erreichte sie nicht das Finale. 1958 gewann sie bei den Europameisterschaften in Budapest das Kunstspringen vor der Britin Charmian Welsh. Bei den Olympischen Spielen 1960 in Rom erreichte sie den fünften Platz im Kunstspringen. Im Turmspringen siegte die Deutsche Ingrid Krämer wie im Kunstspringen vor Paula Pope aus den Vereinigten Staaten, dahinter gewann Ninel Krutowa die Bronzemedaille. Ihr letzter großer Erfolg gelang Krutowa bei den Europameisterschaften 1962 in Leipzig, als sie vom Turm Silber hinter Ingrid Krämer gewann.